# Yandex Data Factory
Yandex Data Factory (YDF) — международное B2B-подразделение компании Яндекс, которое специализируется на анализе больших данных и применении технологий машинного обучения для решения задач промышленности. Yandex Data Factory помогают своим клиентам повысить операционную эффективность за счёт технологий искусственного интеллекта.
Решения Yandex Data Factory основаны на технологиях машинного обучения и анализа больших данных, которые Яндекс активно развивал для нужд своего поиска и других сервисов: среди них распознавание образов и речи, глубокие нейронные сети и др.
Yandex Data Factory предлагает масштабируемые решения для непрерывного производства: металлургических, нефтехимических и др. компаний.
Направление Yandex Data Factory основано в 2014. Услугами Yandex Data Factory могут воспользоваться как российские, так и зарубежные компании. Среди клиентов и партнеров Yandex Data Factory — Intel, AstraZeneca, ЦЕРН, Магнитогорский металлургический комбинат, Газпром нефть и Schlumberger. Главный офис компании расположен в Амстердаме.
В 2018 году Яндекс объявил о лишении YDF статуса эксперимента и присоединении к основному (поисковому) подразделению. Планируется переориентировать деятельность YDF: от консалтингового формата работы над штучными проектами перейти к созданию масштабируемых сервисов совместно с другими B2B-подразделениями компании, в частности, Яндекс.Облаком.